# Троіца
Троіца — білоруське етно-тріо, що виникло 1996 року. 2008 року гурт було номіновано на премію «WorldMusicTree».

## Дискографія
Альбоми
- Троіца (1998)
- Live at «Oerol» (1999)
- Журавы (2001)
- Сем (2004)
- Сон-трава (2008)[3]
- Жар-жар (2008)
- Зімачка (2011)

Участь у збірках
- Песьнярок (1997) — «Рэчанька»
- Personal Depeche[be-x-old] (2002) — «Freestate»
- Прэм'ер Тузін 2005 (2005) — «Журавы»